# Dibamus alfredi
Dibamus alfredi là một loài thằn lằn trong họ Dibamidae. Loài này được Taylor mô tả khoa học đầu tiên năm 1962.